# Ivan Meštrović (poduzetnik)
Ivan Meštrović (Osijek, 21. siječnja 1979.), hrvatski poduzetnik i športski djelatnik, suvlasnik i bivši predsjednik NK Osijek, vlasnik i predsjednik ugašenog talijanskog nogometnog kluba Santarcangelo Calcio.

## Životopis
Rodni Osijek Meštrović je napustio 1997. godine odlaskom na studij u Zagreb, da bi se 2008. zaputio u Ujedinjene Arapske Emirate, odnosno u Dubai, gdje je upravljao svojim poslovnim aktivnostima u osam srednjoeuropskih i bliskoistočnih zemalja. Govori tri svjetska jezika i ima razvijene poslovne odnose na više kontinenata. Osnovni poslovni fokus s logističkih i financijskih tvrtki mijenja ulaskom u nogomet: prvo kroz privatizaciju NK Osijek u veljači 2016., a godinu i pol kasnije i kroz akviziciju i stopostotno vlasništvo u talijanskom Santarcangelu, postavši tako prvim Hrvatom vlasnikom jednog talijanskog nogometnog kluba. Riječ je o klubu koji je osnovan 1926. ali je ugašen 2019. godine.
Meštrović je u Hrvatskoj jedan od predvodnika infrastrukturnog investiranja u nogomet, uključujući novi stadion i Kamp Škole nogometa na Pampasu. Riječ je o najvećem i najmodernijem projektu te vrste u Hrvatskoj. Gradi se natkriveni i vrlo komforni stadion kapaciteta cca. 13.000 mjesta, dok će u sklopu Kampa biti sedam nogometnih terena (dva s hibridnom i dva s umjetnom travom) na ukupno 15,3 hektara ukupne površine. Rok izgradnje je ljeto 2022. godine. Ivan Meštrović je začetnik izgradnje hrvatskog nacionalnog stadiona. Realizacijom tog projekta aktivno se bavi od početka 2018., kao posebni savjetnik tadašnjeg predsjednika Hrvatskog nogometnog saveza, Davora Šukera.